# أبيمديون بهشي الأوراق
أبيمديون بهشي الأوراق (الاسم العلمي: Epimedium ilicifolium) هو نوع من النباتات يتبع جنس الأبيمديون من الفصيلة البرباريسية.